# Joe Túri
Joe Túri (em húngaro:  Túri József; 18 de novembro de 1956 – 30 de abril de 2003) foi um ginete húngaro. Em 1973, ele desertou para a Grã-Bretanha e competiu em dois eventos nos Jogos Olímpicos de Verão de 1988 pela equipa britânica.